# Pest (župa)
Pest (maďarsky Pest vármegye) či Pešťská župa je župa na severu centrálního Maďarska. Na severozápadě hraničí se Slovenskem. Dále sousedí s několika dalšími maďarskými župami, od severu po směru hodin Nógrád, Heves, Jász-Nagykun-Szolnok, Bács-Kiskun, Fejér a Komárom-Esztergom. Župa vznikla v roce 1950, kdy byl zaveden v Maďarsku nový župní systém. Obklopuje maďarskou metropoli Budapešť, která do ní nepatří, ale je jejím sídlem. Největší město župy je Érd, od roku 2006 město se župním právem. Další větší města jsou Vác, Gödöllő, Cegléd.

## Dějiny

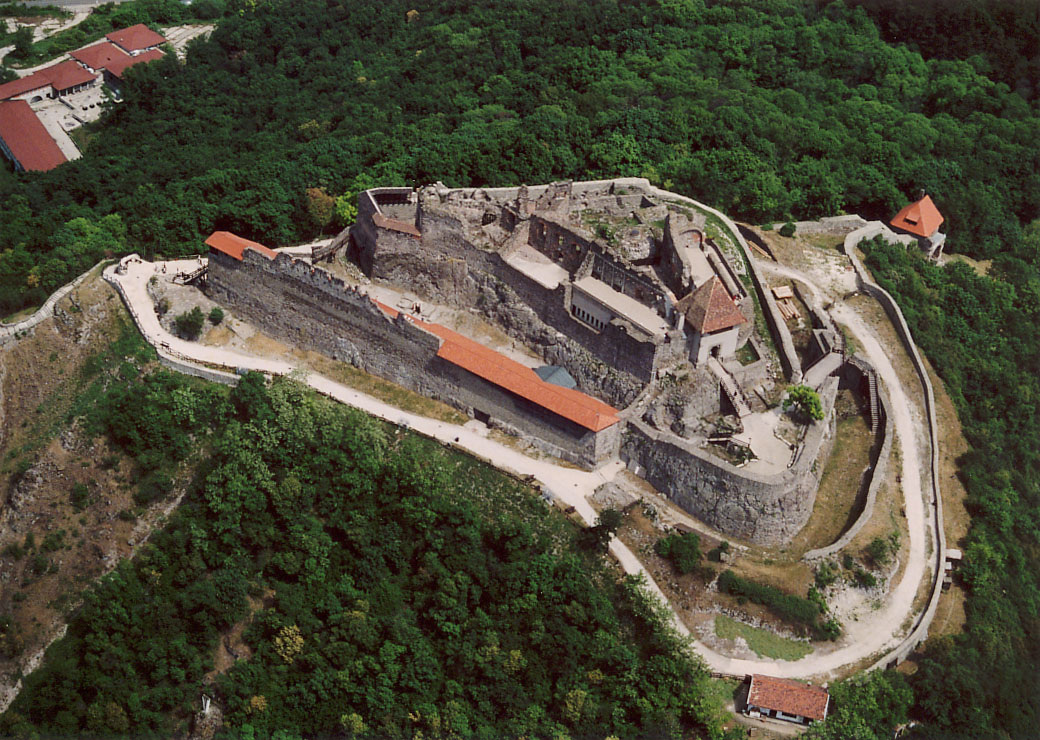
Letecký pohled na hrad Visegrád

První oblasti dnešní župy, které byly osídleny Maďary, se nacházejí v severní části, v okolí města Visegrád. Visegrád bylo jedno z prvních uherských královských měst. Pohoří Pilis, ve kterém se Visegrád nachází, tehdejší obyvatelé považovali za posvátné.
Po druhé světové válce a nástupu komunismu, bylo v roce 1950 schváleno nové administrativní rozdělení Maďarské lidové republiky, které poněkud racionalizovalo dosavadní historické členění. Původní obrovská župa Pest-Pilis-Solt-Kiskun byla zhruba rozpůlena na severní Pest a jižní Kiskun (spojený se zbytkem Bačky do župy Bács-Kiskun). Již se počítalo s projektem Velké Budapešti, k níž se od roku 1954 až do konce osmdesátých let připojovaly okolní obce, a v mezilehlých plochách vznikala velká panelová sídliště. V devadesátých letech došlo ke zpomalení tohoto rozmachu a naopak se začala projevovat suburbanizace, což vedlo k populačnímu nárůstu v Pešťské župě.

## Přírodní podmínky
Hlavní řeku tvoří Dunaj (maďarsky Duna), který protéká i Budapeští. V rámci župy se na Dunaji nacházejí dva velké ostrovy, na severu Svatoondřejský a na jihu Csepel (obtékaný Ráckevským Dunajem). Župou protéká ještě řada dalších, ovšem mnohem menších toků (např. Benta, Nagy-Csatorna, Galga, Rákos-patak, Tápió), na severu teče po hranici Ipeľ. V rovině jižně od Budapešti je hustá síť rybníků a jezírek.
Do župy Pest zasahují dva národní parky – na severu Duna-Ipoly a na jihu stepní Kiskunsági. Na západ od Budapešti se prostírají Budínské vrchy a na severu masiv Börszöny s nejvyšším bodem na území župy (Csóványos 938 m). Na jih a jihovýchod od Budapešti je krajina rovinatá, otevřená do Velké dunajské nížiny. Nejnižším místem župy přitom není výtok Dunaje, ale jihovýchodní okraj u obce Jászkarajenő, kde se území přibližuje k řece Tise (86 m n.m.).

## Doprava
Dopravní síť vyplývá z polohy župy kolem Budapešti, kam se radiálně sbíhají hlavní silniční a železniční tahy v zemi. Díky Dunaji je v župě rozvinutá i lodní doprava. Letecké spojení je dobře dostupné díky budapešťskému mezinárodnímu letišti Ference Liszta.

### Silniční
Župou vedou všechny hlavní dálnice v Maďarsku vycházející z Budapešti. Hlavní dálnicí je dálnice M0 (obchvat Budapešti), která je částečně ve výstavbě a na ni se napojují dálnice M1 (E60, E75, směr Vídeň a Bratislava), M2 (E77, směr Banská Bystrica, Krakov), M3 (E71, směr Miskolc, Debrecín), M5 (E75, směr Bělehrad, Temešvár), M6 (E73, směr Pětikostelí) a M7 (E66, E71, směr Balaton, Záhřeb), a dále dálková silnice č. 4 (E60 směr Szolnok a Velký Varadín).

### Železniční
Župou Pest procházejí hlavní maďarské železniční tratě, ovšem dálkové vlaky tudy mnohdy jen projíždějí. Největší význam má lokální příměstská doprava do Budapešti ze všech směrů, po tratích MÁV nebo HÉV. Významným železničním uzlem je Cegléd, dále Aszód, Érd, Vác. Ve stanici Szob je přechod na Slovensko.

## Okresy
Župa Pest se dělí na 18 okresů:
| název okresu            | správní centrum   | rozloha (km²) | počet obyvatel (1. ledna 2013) | počet sídel |
| ----------------------- | ----------------- | ------------- | ------------------------------ | ----------- |
| Okres Aszód             | Aszód             | 298,37        | 36 992                         | 11          |
| Okres Budakeszi         | Budakeszi         | 288,95        | 84 646                         | 12          |
| Okres Cegléd            | Cegléd            | 886,30        | 89 261                         | 12          |
| Okres Dabas             | Dabas             | 614,23        | 48 746                         | 11          |
| Okres Dunakeszi         | Dunakeszi         | 103,08        | 78 757                         | 4           |
| Okres Érd               | Érd               | 184,29        | 117 304                        | 7           |
| Okres Gödöllő           | Gödöllő           | 449,66        | 140 205                        | 15          |
| Okres Gyál              | Gyál              | 170,99        | 40 309                         | 4           |
| Okres Monor             | Monor             | 329,81        | 64 227                         | 12          |
| Okres Nagykáta          | Nagykáta          | 710,12        | 74 168                         | 16          |
| Okres Nagykőrös         | Nagykőrös         | 349,25        | 27 824                         | 3           |
| Okres Pilisvörösvár     | Pilisvörösvár     | 130,81        | 52 466                         | 9           |
| Okres Ráckeve           | Ráckeve           | 417,05        | 36 120                         | 11          |
| Okres Szentendre        | Szentendre        | 326,58        | 77 720                         | 13          |
| Okres Szigetszentmiklós | Szigetszentmiklós | 211,28        | 110 033                        | 9           |
| Okres Szob              | Szob              | 438,32        | 24 487                         | 17          |
| Okres Vác               | Vác               | 362,19        | 67 781                         | 18          |
| Okres Vecsés            | Vecsés            | 119,74        | 47 126                         | 4           |

## Turistika
Mezi turistické cíle župy, využívané k rekreaci zejména obyvateli Budapešti, patří hlavně lesnaté pohoří Pilis, kde se nachází starobylý Visegrád a hluboce zaříznuté Dunajské ohbí, dále Gödöllő s císařským zámkem a závodní okruh Hungaroring (mezi Mogyoródem a Kerepesem). K ubytování lze využit přes 20 kempů na pobřeží Dunaje, či velké množství hotelů a penzionů v Budapešti a okolí.